# Gazela (газопровод)
GAZELA (рус. — Газель) — газопровод, соединяющий пункты на северо-западном и юго-западном участках чешско-немецкой границы, обеспечивая переток газа в Южную Германию (Баварию), газовая сеть которой в свою очередь соединена с Францией (через трубопровод MEGAL), Швейцарией и Италией. Ресурс на выходную точку трубопровода в Ольбернау/Брандов поставляет введенный в действие в 2011 году газопровод OPAL, подключенный к «Северному потоку».
Сооружение объекта началось в 2010 году, введён в строй в январе 2013 года. Собственником трубопровода является оператор чешской газотранспортной системы NET4GAS. Длина газопровода составляет 166 км, диаметр трубы 1400 мм, рабочее давление 8,4 МПа.
Через GAZELA может прокачиваться до 33 млрд м³ в год, что составляет 60 % мощности «Северного потока». Учитывая тесную связь между последним и его продолжениями по территории Германии и Чехии OPAL и GAZELA, в 2011 году Европейская комиссия по предложению инвесторов этого нового газотранспортного коридора объявила, что на протяжении 23 лет газопровод GAZELA будет выведен из-под действия европейского законодательства по обеспечению доступа третьих лиц к инфраструктуре.